# 細菌外膜

革蘭氏陰性菌胞外被膜的結構

細菌外膜是構成革蘭氏陰性菌的結構之一。其組成與細胞膜截然不同，比如說，許多革蘭氏陰性菌外膜的外小葉都含有脂質部分充當內毒素的脂多醣。此外，還有一些細菌比如大腸桿菌的外膜經由博朗脂蛋白與其肽聚糖相連。
在細菌外膜中，可以找到孔蛋白這一成分。

## 臨床意義
如果脂質A（脂多糖的一部分）進入血液循環系統的話，那麼它就會激活TLR4，從而引發中毒反應。脂質A很具有很高的免疫原性，並且能誘發免疫系統的攻擊性反應。這會導致患者出現發高燒、呼吸急促、血壓降低等症狀，並能誘發可致命的內毒素休克。在培養中，細菌外膜可能會脫落並作爲外膜囊泡的邊界膜。另外，細菌外膜還會參與動物組織中的宿主-病原體接口上革蘭氏陰性菌將其生化信號傳遞到宿主或靶細胞的過程。

## 生物合成
外膜的各個部分均是從合成部位穿越細胞膜的親水和疏水層到達細胞外的，但目前其機制和能量源尚不完全明確。脂質A的核心部分以及O型抗原是在細胞膜朝向細胞質一面的膜上合成，並通過兩個獨立的運輸系統被運出細胞。其中，Wzx（RfbX）爲O型抗原的轉運蛋白，ABC轉運蛋白MsbA負責將脂質A的核心部分從細胞膜的內小葉翻轉至外小葉。隨後，O型抗原的重複單元會在壁膜間隙中被Wzy聚合酶聚合，並由WaaL連接酶將之與脂質A連接。
脂多醣的轉運物質由LptA、LptB、LptC、LptD、LptE五種蛋白質組成。這一事實可以由以下證據支持：在上述5種蛋白質的任一種缺乏時，都會阻斷脂多醣的組裝通路，並導致相似的外膜的生物合成受損。此外，每個細胞區室中這五種蛋白質中的任一一種所在的位置都揭示出了脂多醣組裝通路的機制。
脂多醣在從細胞膜內被轉運到細胞膜外時需要LptC的參與。LptE會與LptD結合爲一個複合體，這個複合體會參與脂多醣在外膜的外小葉上的組裝，它包膜合成過程中不可或缺。